# 100 Proof: The Hangover
Albums de Statik Selektah
Stick 2 the Script
(2008) Population Control
(2011)
100 Proof: The Hangover est le troisième album studio de Statik Selektah, sorti le 2 février 2010.
L'album s'est classé à la 37e place du Top Heatseekers.

## Liste des titres
| No  | Titre                                                                  | Contient un (des) sample(s) de                                                               | Durée |
| --- | ---------------------------------------------------------------------- | -------------------------------------------------------------------------------------------- | ----- |
| 1.  | Inside a Change (Intro)                                                |                                                                                              | 1:08  |
| 2.  | So Close, So Far (featuring Bun B, Wale et Colin Munroe)               | Whisper Love de Kimiko Kasai                                                                 | 3:02  |
| 3.  | Critically Acclaimed (featuring Lil' Fame, Saigon et Sean Price)       | Leflah des Fab 5 Come on Baby (Remix) de Saigon featuring Jay-Z et Swizz Beatz               | 3:25  |
| 4.  | Night People (featuring Freeway, Red Cafe et Masspike Miles)           | Night People de Top Shelf                                                                    | 3:45  |
| 5.  | Follow Me (featuring Smif-n-Wessun)                                    | How Many MC's... de Black Moon 1, 2 Pass It de D&D All-Stars                                 | 3:31  |
| 6.  | Do It 2 Death (featuring Lil' Fame, Havoc et Kool G Rap)               |                                                                                              | 3:21  |
| 7.  | Come Around (featuring Termanology et Royce da 5'9")                   | Sparrow de Marvin Gaye                                                                       | 3:22  |
| 8.  | Drunken Nights (featuring Reks, Joe Scudda et JFK)                     | Didn't Want to Have to Do It de Rotary Connection                                            | 3:12  |
| 9.  | Life Is Short (featuring Consequence)                                  |                                                                                              | 2:57  |
| 10. | 100 Proof (Interlude) (featuring JFK)                                  |                                                                                              | 1:05  |
| 11. | The Thrill Is Gone (featuring Styles P et Talib Kweli)                 | Whisper Not du George Shearing Quintet The What de The Notorious B.I.G. featuring Method Man | 4:11  |
| 12. | Get Out (featuring Skyzoo, Big Pooh, Torae et Lee Wilson)              |                                                                                              | 3:47  |
| 13. | Laughin (featuring Souls of Mischief)                                  |                                                                                              | 3:40  |
| 14. | The Coast (featuring Evidence, Fashawn et Kali)                        | Dedicated to the One I Love des Temprees                                                     | 3:37  |
| 15. | Fake Love (Yes Men) (featuring Reks, Kali, Termanology et Good Brotha) | Show You How" de Cheryl Lynn                                                                 | 3:29  |
| 16. | Eighty-Two (featuring Termanology)                                     | Gone Bad des Father's Children                                                               | 2:23  |
| 17. | Walking Away (featuring Kali et Novel)                                 |                                                                                              | 5:02  |